# James Butcher
James Butcher (* in Queen Anne’s County in Province of Maryland; † 12. Januar 1824) war ein US-amerikanischer Politiker. Er war vom 6. Mai 1809 bis zum 9. Juni 1809 kommissarischer Gouverneur des Bundesstaates Maryland.
Vorher war er vom 8. November 1808 bis zum 6. Mai 1809 ein Mitglied des Councils des Gouverneurs Robert Wright. Er wurde von dem Senat von Maryland für diese Stellung nominiert und mit 52 Stimmen gewählt.